# Dani Moreno
Daniele Morato Moreno, mais conhecida como Dani Moreno (São Paulo, 4 de novembro de 1985), é uma atriz brasileira mais conhecida por interpretar Safira em Cúmplices de um Resgate.

## Carreira
Natural de São Paulo, Dani Moreno começou sua atuação artística nos palcos em 2005 quando participou da montagem de A Dança dos Signos de Oswaldo Montenegro, na Oficina dos Menetréis.
Em 2006, Dani estrela a peça O Banquete da Vida, de Mongol. Em 2009 ao participou de peças teatrais de grandes nomes da literatura William Shakespeare, Thornton Wilder e Anton Tchekhov, atuando em três peças teatrais, Noite de Reis, Nossa Cidade e As Três Irmãs.
Sua carreira na televisão começou quando assinou contrato com a SBT em 2011 para atuar na novela Amor e Revolução, de Tiago Santiago, na qual interpretou a personagem Martha.
Em 2012, a atriz assinou contrato com a Rede Globo para fazer a novela Salve Jorge, de Gloria Perez, na qual ela interpretou a jovem Aisha, filha de Mustafa (Antonio Calloni) e Berna (Zezé Polessa).
Em 2015 retorna ao SBT, na novela Cúmplices de um Resgate, interpretando sua primeira vilã, a dissimulada Safira, uma mulher fútil e arrogante, que vive um relacionamento conturbado com sua filha Priscila (Giovanna Chaves), e faz de tudo para destruir o romance de Rebeca (Juliana Baroni) e Otávio (Duda Nagle), além dos citados ela também divide créditos com Larissa Manoela, Maria Pinna, entre outros. Mas com o tempo, Safira se arrepende dos erros que cometeu e começa a se conciliar com sua filha, e abre o coração para um novo amor.
Em 2019, assinou contrato com a RecordTV para fazer novela Amor sem Igual, interpretando Berenice Lima / Furacão, uma mulher que se divide entre faxinas e na batalha como garota de programa, para sustentar o filho Caio e que é a melhor amiga da personagem Poderosa, interpretada por Day Mesquita.

## Vida pessoal
Dani Moreno é vegana desde fevereiro de 2019. Além de sua carreira como atriz, Dani trabalha com relacionamento artístico e campanhas na Sociedade Vegetariana Brasileira desde 2020.
Em 2022, Dani Moreno foi diagnosticada com espondilite anquilosante, conhecida como a “dor da morte”. Ela explicou a doença pelo instagram:
| “ | É uma doença autoimune degenerativa grave, caracterizando-se pela inflamação que afeta os tecidos conjuntivos, as articulações da da coluna e as grandes articulações, como quadris, ombros e outras regiões | ” |

## Filmografia

### Televisão
| Ano  | Título                  | Personagem              | Notas                      | Emissora | Ref.   |
| ---- | ----------------------- | ----------------------- | -------------------------- | -------- | ------ |
| 2010 | Tribunal na TV          | Nerita                  | Episódio: "12 de novembro" | Band TV  |        |
| 2011 | Amor e Revolução        | Martha                  |                            | SBT      | [ 6 ]  |
| 2012 | Salve Jorge             | Aisha Ayata / Regina    |                            | TV Globo | [ 7 ]  |
| 2015 | Cúmplices de um Resgate | Safira Meneses          |                            | SBT      | [ 8 ]  |
| 2018 | Jesus                   | Marta de Betânia        |                            | RecordTV | [ 9 ]  |
| 2019 | Amor sem Igual          | Berenice Lima / Furacão |                            | RecordTV | [ 10 ] |
| 2021 | Gênesis                 | Aolibama                | Fase: Jacó                 | RecordTV | [ 11 ] |
| 2022 | Além da Ilusão          | Anastácia Lobato        | Participação Especial      | TV Globo | [ 12 ] |
| 2023 | Reis                    | Zerua                   | Temporada 9                | RecordTV | [ 13 ] |
| 2024 | A Rainha da Pérsia      | Yona                    |                            | RecordTV |        |
| 2025 | Paulo, O Apóstolo       | Priscila                |                            | RecordTV |        |

## Teatro
| Ano     | Título                 |
| ------- | ---------------------- |
| 2005    | A Dança dos Signos     |
| 2006–07 | O Banquete da Vida     |
| 2009    | Noite de Reis          |
| 2009    | As Três Irmãs          |
| 2010–11 | Nossa Cidade           |
| 2013    | 33 Dedos bem aquecidos |
| 2014–15 | Retratos e Canções     |
| 2016    | O Livro de Tatiana     |
| 2017    | Pessoas Brutas         |
| 2017    | Mequetrefe Sorrateiro  |
| 2019    | O Bote da Loba         |
| 2021    | Clareana               |
| 2022    | E o Zé, quem é?        |

## Prêmios e indicações
| Ano  | Prêmio                    | Categoria                | Trabalho       | Resultado | Ref.   |
| ---- | ------------------------- | ------------------------ | -------------- | --------- | ------ |
| 2012 | Melhores do UOL e PopTevê | Melhor Atriz Revelação   | Salve Jorge    | Indicada  | [ 14 ] |
| 2013 | Prêmio Contigo! de TV     | Revelação da TV          | Salve Jorge    | Indicada  | [ 15 ] |
| 2013 | Prêmio Quem de Televisão  | Melhor Revelação         | Salve Jorge    | Indicada  | [ 16 ] |
| 2013 | Prêmio Extra de Televisão | Atriz Revelação          | Salve Jorge    | Indicada  |        |
| 2020 | Prêmio Noticias de TV     | Melhor Atriz Coadjuvante | Amor sem Igual | Venceu    | [ 17 ] |